# Hendrik Cramwinckel
Hendrik Cramwinckel (Veendam, 1 mei 1875 - 's-Gravenhage, 17 september 1954) was een Nederlands luitenant-kolonel titulair der infanterie van het Indisch leger, burgemeester van Purmerend en ridder in de Militaire Willems-Orde.

## Loopbaan

### Militaire loopbaan

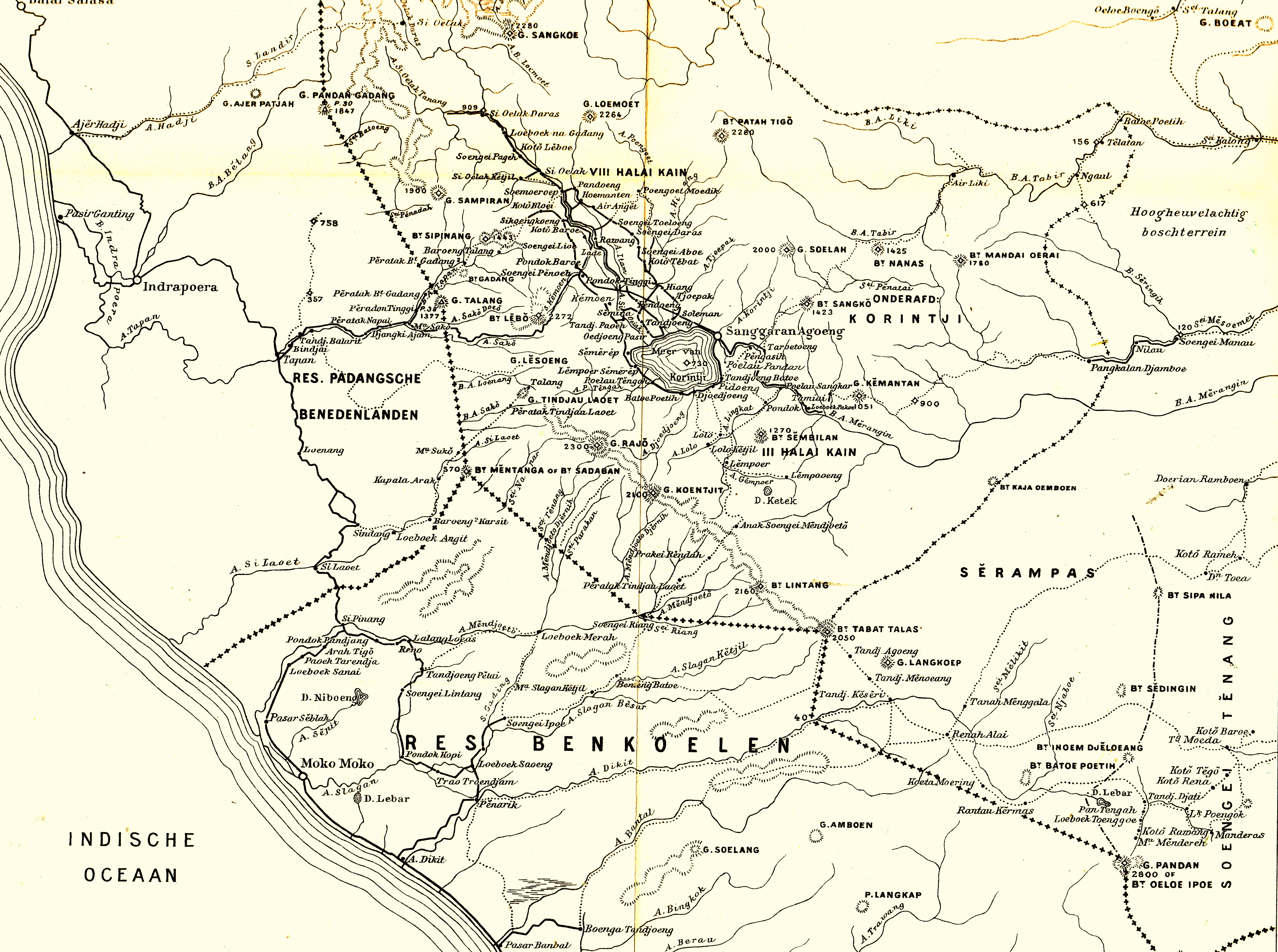
Plattegrond van de expeditie naar Korintji waaraan Cramwinckel deelnam

Cramwinckel bracht zijn jeugdjaren door in de Groningse veenkoloniën en woonde in Wildervank. Zijn vader, A.C. Cramwinckel, was aldaar onder meer postdirecteur. Hij doorliep de driejarige HBS in Veendam en kwam in 1891 op een zogenaamde drilschool als vooropleiding voor de Koninklijke Militaire Academie in Breda. Daar werd hij in 1892 toegelaten en in juni 1896 benoemd tot tweede luitenant der artillerie voor het leger in Oost-Indië. Het officiersexamen van de cadetten der artillerie en genie werd afgenomen onder voorzitterschap van generaal-majoor G.W.F. Borel, inspecteur van het militair onderwijs en vond in verband met de overgangstoestand van het militair onderwijs plaats bij de artilleriecursus te Delft, waar de cadetten gedetacheerd waren. Cramwinckel deed vervolgens nog een aanvullende cursus aan de krijgsschool en vertrok in september 1898 per stoomschip Oengaran naar Nederlands-Indië. Aldaar werd hij geplaatst bij de negende compagnie te Batavia en in mei 1899 overgeplaatst bij de achttiende compagnie (eerste bergbatterij) aldaar. In oktober 1899 werd Cramwinckel bevorderd tot eerste luitenant en in 1900 nam hij deel aan de afstandsrit Salatiga - Solo (per paard); aanwezig daarbij was onder anderen ritmeester J.P. Kohn van Solo, terwijl luitenant-kolonel G.G.J. Notten ter gelegenheid van dit feest het militaire muziekkorps had afgestaan. Ook het jaar daarop deed hij mee aan een concours hippique in Indië en won daarbij de derde prijs.
In februari 1902, hij was toen geplaatst bij de vijfde compagnie artillerie (tweede bergbatterij) te Salatiga, werd hij overgeplaatst naar de veertiende compagnie (sectie) te Fort de Kock. In 1903 nam Cramwinckel deel aan de expeditie naar Korintji, waar hij voor zijn verrichtingen bij Koninklijk Besluit van 23 oktober 1905 nummer 27 werd benoemd tot ridder in de Militaire Willems-Orde. Dat was een herziening van een eerder besluit (Koninklijk Besluit van 14 juli 1904 nummer 40) waarin hij eervol vermeld werd. Het geschut waar hij tijdens de expeditie de leiding over had, bestond uit twee bergstukken van 71/2 cm achterlaad, die door het aanbrengen van lemoenen tot vestinggeschut waren getransformeerd. Uit proeven was gebleken dat met deze stukken op een afstand van 2.400 meter op verdekte doelen met veel succes te schieten was. De Militaire Willems-Orde werd hem uitgereikt tijdens een militaire manifestatie op de Haagse Maliebaan. Na genoemde expeditie werd Cramwinckel overgeplaatst naar Padang; in november 1904 werd hij toegelaten aan de Hogere Krijgsschool voor een aanvullende cursus en keerde hij terug naar Nederland. Hij trad, inmiddels 30 jaar oud, te 's-Gravenhage op 19 oktober 1905 in het huwelijk met de 21-jarige Kathinka Schlüter (Padang, 9 oktober 1884). Het echtpaar kreeg vier kinderen. Na de cursus aan de Krijgsschool werd Cramwinckel gedetacheerd bij het tweede regiment huzaren te Roermond, bij het tweede regiment veldartillerie en in november 1907 bevorderd tot kapitein. In oktober 1908 ging hij per dubbelschroefstoomschip Goentoer terug naar Indië, waar hij met ingang van 1 september 1909 werd gedetacheerd bij het hoofdbureau van de Generale Staf.
In september 1910 deed hij aldaar mee aan een jachtrit voor gebruikspaarden met zijn paard Pauline, werd gedetacheerd bij de commissie van proefneming en vervolgens overgeplaatst bij de divisie veldartillerie te Batavia. In juni 1912 werd hij geplaatst bij de afdeling veld- en bergartillerie te Banjoebiroe en in december 1913 overgeplaatst naar het bataljon vestingartillerie te Batavia; in februari 1916 werd Cramwinckel geplaatst te Salatiga, bij de vierde bergbatterij en het jaar daarop bij de derde bergbatterij aldaar geplaatst. In februari 1918 werd hij bevorderd tot majoor en in maart 1920 vertrok hij voor een verlof van een jaar per Goentoer, samen met twee andere officieren, negen onderofficieren en negen fuseliers naar Nederland.

### Civiele loopbaan
In 1920 nam Cramwinckel na een totaal van 18 Indië-jaren wegens gezondheidsredenen afscheid van zijn militaire loopbaan. Terug in Nederland vestigde hij zich te Bilthoven en werkte een tweetal jaren op de secretarie van De Bilt ter bestudering van de gemeentehuishouding. Aan de universiteit van Utrecht volgde hij bovendien in dezelfde periode colleges in vakken als gemeente- en staatsrecht. Op 18 oktober 1923 werd hij beëdigd als burgemeester van Purmerend. Hij beleed de Luthersche godsdienst en was niet aan een politieke partij verbonden. Hij rekende zich tot de gematigde vrijzinnigen.
Op 24 juni 1933 trouwde hij op het stadhuis zelf zijn dochter Nancy (1908–1970) met Willem Gerrit Wendelaar (1908–1976), de zoon van de Alkmaarse burgemeester. Bij zijn 12½-jarig ambtsjubileum als burgemeester in april 1936 vertelde hij in de krant De Waterlander bij wijze van uitzondering over zijn belevenissen als militair, hoe hij op Sumatra bij de opstandige kampong Doesoen Baroe voor hete vuren had gestaan. Hij verklaarde verder: met de inlander gingen wij steeds gemoedelijk om. Van nature is hij een plezierig mens. In januari 1939 maakt Cramwinckel bekend dat hij per 1 juli zijn ontslag had aangevraagd. Op vrijdag 30 juni nam hij na bijna 16 jaar afscheid. Hij bood deze dag de burgerij een concert aan, gegeven door het Stedelijk Orkest van Purmerend.
Cramwinckels villa Ramhof aan de Jaagweg werd daarna door de gemeente gekocht en als burgemeesterswoning beschikbaar gesteld aan diens opvolger Pieter Kikkert. Tijdens de lintjesregen van Koninginnedag 1939 - op 31 augustus - werd Cramwinckel titulair tot luitenant-kolonel bevorderd. Cramwinckels echtgenote overleed op 60-jarige leeftijd in het Japanse concentratiekamp Ambarawa te Banjoebiroe bij Semarang, Java op 24 juni 1945. Zij werd begraven te Jakarta, Indonesië op het Ereveld Menteng Pulo. Cramwinckel zelf overleed op 79-jarige leeftijd in Den Haag. In Purmerend is het Cramwinckelplantsoen naar hem vernoemd.

## Onderscheidingen
- Ridder der 4e klasse in de Militaire Willems-Orde[8]
- Ereteken voor Belangrijke Krijgsbedrijven met baton: "Korintji 1903" [8]
- Onderscheidingsteken voor Langdurige Dienst als officier "XXX"[8]